# Beat Bugs
Beat Bugs ist eine kanadische Animationsserie, die seit 2016 produziert wird.

## Handlung
Die fünf Insekten Jay, Kumi, Crick, Buzz und Walter sind Freunde und wohnen zusammen in einem überwucherten Garten. Dort erleben sie viele Abenteuer und bauen ihr Heim aus. Alle haben dabei unterschiedliche Stärken und Schwächen und lernen, wie man zusammenarbeitet, um sich aus schwierigen Situationen zu helfen.
Die Erlebnisse werden durch Coverversionen von den Beatles untermalt.

## Produktion und Veröffentlichung
Erstmals wurde die Serie am 25. Juli 2016 auf dem Fernsehsender 7TWO ausgestrahlt. Außerdem wird sie über den Video-on-Demand-Anbieter Netflix vertrieben. Leitender Produzent, Regisseur und Drehbuchautor ist Josh Wakely.

## Rezeption
Die Serie richtet sich an junge Zuschauer und soll ihnen sozio-kulturelle Verhaltensweisen vermitteln. Gelobt wird die Kreativität und Animationsgestaltung der Serie und die Vereinigung von Popmusik und Animation. Die Assoziation mit der Band  „The Beatles“ wird auch durch das Wort „Bugs“ (deutsch: Käfer), englisch synonym mit „Beetles“ hergestellt.

## Episodenliste

### Staffel 1
| Folge (gesamt) | Folge (Staffel) | englischer Titel                                                      | Erstausstrahlung |
| 1              | 01              | Help / Lucy In The Sky With Diamonds                                  | 25. Juli 2016    |
| 2              | 02              | I Am The Walrus / I’m A Loser                                         | 25. Juli 2016    |
| 3              | 03              | Come Together / Rain                                                  | 26. Juli 2016    |
| 4              | 04              | Good Day Sunshine / Sun King                                          | 26. Juli 2016    |
| 5              | 05              | Penny Lane / Birthday                                                 | 27. Juli 2016    |
| 6              | 06              | I’ve Just Seen A Face / Magical Mystery Tour                          | 27. Juli 2016    |
| 7              | 07              | When I’m 64 / Doctor Robert                                           | 28. Juli 2016    |
| 8              | 08              | Ticket To Ride / Getting Better                                       | 29. Juli 2016    |
| 9              | 09              | Being For The Benefit Of Mr. Kite / You’ve Got To Hide Your Love Away | 1. August 2016   |
| 10             | 10              | Day Tripper / In My Life                                              | 2. August 2016   |
| 11             | 11              | Why Don’t We Do It In The Road / The Word                             | 3. August 2016   |
| 12             | 12              | Glass Onion / Honey Pie                                               | 4. August 2016   |
| 13             | 13              | Carry That Weight / Blackbird                                         | 5. August 2016   |

### Staffel 2
| Folge (gesamt) | Folge (Staffel) | englischer Titel                                           | Erstausstrahlung  |
| 14             | 01              | Yellow Submarine / I Call Your Name                        | 16. November 2016 |
| 15             | 02              | With A Little Help From My Friends / Get Back              | 17. November 2016 |
| 16             | 03              | Mr. Moonlight / There’s A Place                            | 18. November 2016 |
| 17             | 04              | We Can Work It Out / Sgt. Pepper’s Lonely Hearts Club Band | 21. November 2016 |
| 18             | 05              | Christmas Time Is Here Again / Drive My Car                | 22. November 2016 |
| 19             | 06              | Tomorrow Never Knows / Nowhere Man                         | 23. November 2016 |
| 20             | 07              | Strawberry Fields Forever / The Fool On The Hill           | 24. November 2016 |
| 21             | 08              | And Your Bird Can Sing / I’ll Follow The Sun               | 25. November 2016 |
| 22             | 09              | Hello Goodbye / Got To Get You Into My Life                | 28. November 2016 |
| 23             | 10              | Eleanor Rigby / I’m So Tired                               | 29. November 2016 |
| 24             | 11              | Hey Bulldog / I’m Happy Just To Dance With You             | 30. November 2016 |
| 25             | 12              | It Won’t Be Long / Anytime At All                          | 1. Dezember 2016  |
| 26             | 13              | Please Mr. Postman / Across The Universe                   | 2. Dezember 2016  |